# Nguyễn Đình Thư
Nguyễn Đình Thư (1917-?) là nhà thơ Việt Nam thời tiền chiến.

## Tiểu sử
Ông sinh ngày 1 tháng 10 năm 1917 tại làng Phước Yên, huyện Quảng Điền, tỉnh Thừa Thiên (nay là tỉnh Thừa Thiên Huế).
Sinh trong một gia đình rất nghèo, ông được bà ngoại nuôi đến lớn, nên đặt tên là Thư, lấy theo tích đời xưa có ông Ngụy Thư khôn lớn cũng nhờ bên ngoại.
Thuở nhỏ, ông học trường Queignec, Quốc Học Huế. Sau khi thi đỗ bằng thành chung, ông đi làm thư ký Kho bạc, Huế.
Tháng 11 năm 1941, ông được Hoài Thanh và Hoài Chân giới thiệu trong quyển Thi nhân Việt Nam.
Sau, Nguyễn Đình Thư tham gia chống Pháp và sau đó ông đã bị đối phương bắt được. Không chịu khuất phục, ông bị tra tấn rồi bị đối phương cho thiêu cháy chết vào năm nào không rõ.
Nguyễn Đình Thư chỉ để lại tập thơ Hương màu, chưa xuất bản.

## Giới thiệu thơ
Trong Thi nhân Việt Nam, Hoài Thanh và Hoài Chân đã chọn 5 bài thơ trong tập thơ Hương màu để giới thiệu. Ở đây trích lại hai bài:
| Đến chiều Tôi yêu là bởi tôi yêu Cầm tay cô hỏi hỏi nhiều làm chi? Khi yêu không đắn đo gì Phân phô chừ biết nói vì cớ sao. Huống hồ yêu tự khi nào, Hôm qua lòng thấy ngọt ngào mới hay. Gạn gùng nông cạn phơi bày, Họa chăng có một điều này đơn sơ: Thuyền tình đã gặp người đưa, Giong khơi không lẽ đôi giờ rồi thôi. Tin nhau ai nói bằng lời Và mai ai biết xa vời bao nhiêu? - Một thương là sự đã liều Thì theo cho đến xế chiều chứ sao! (Hương màu) | Sang ngang Lòng tôi như chiếc thuyền nan, Tình cô như khách sang ngang một chiều. Thu nào quá đỗi cô liêu, Bờ hun hút nắng hiu hiu buồn... Qua rồi thôn cách bến sương, Phất phơ áo nhạt mất đường lau không. Vô tình đâu biết trên sông Có người ngang lái còn trông dõi mình. (Hương màu) |

## Nhận xét
- Hoài Thanh và Hoài Chân:

Đây không phải là một nguồn thơ tân kỳ...Mặc dù (vậy), lần thứ nhất tôi đọc những vần thơ ấy, nó cứ lưu luyến hoài trong tâm trí như tiếng nói một người bạn tuy mới quen mà vẫn thân yêu từ bao giờ.
Thơ Nguyễn Đình Thư không nói chuyện gì lạ...chỉ (là) những buồn thương, những vui sướng rất quen. Nhưng buồn ở đây là một mối buồn âm thầm, lặng lẽ, thấm thía vô cùng…Nhưng thi nhân dễ buồn thì cũng dễ vui. Một chút nắng mới báo tin xuân sang cũng đủ khiến người vui. Cái vui của Nguyễn Đình Thư có vẻ kín đáo, nhưng không miễn cưỡng, không gượng gạo. Người vui hồn nhiên, cái vui của cây cỏ.
Về điệu thơ thì có đến bốn năm lối. Riêng trong lối lục bát thỉnh thoảng ta lại gặp những câu phảng phất giọng Kiều hay giọng ca dao lẫn với một ít phong vị mới...
Mở lòng đón phong trào mới, điều ấy đã đành, nhưng cũng chớ quên tìm đến nguồn thơ hiên nhiên của nòi giống. Nguyễn Đình Thư đã có ý ấy, ít nhiều hồn xưa đã ngưng lại trong thơ Nguyễn Đình Thư.
- Nguyễn Tấn Long:

Trước cao trào lãng mạn của nền thơ mới, tác giả Hương màu chưa đến đọ say sưa đắm đuối trong tình ái. Nguyễn Đình Thư chỉ phô diễn cái tâm tình muôn thuở của những chàng trai đang nao nao rung động khi đối diện với những cánh hoa đào mơn mởn xinh tươi...
Đọc Nguyễn Đình Thư, ta thấy tác giả đã soi sáng lên một vùng ẩn náu của lòng trai. Nơi đây tiết ra hương vị ngọt ngào của tình yêu, nơi đây lý trí tỏ ra khách quan, để mặc cho tình cảm vương vấn hương tình...Và ở trong thơ ông, thường có những niềm sầu man mác...

## Thông tin thêm
Con nhà thơ Nguyễn Đình Thư là Tiến sĩ Nguyễn Quốc Vọng (Việt kiều Australia). Đây là một chuyên gia hàng đầu về lĩnh vực nghiên cứu và lai tạo các giống rau quả châu Á tại Australia. Gần đây, ông Vọng đã về nước Việt và thực hiện nhiều dự án cho quê hương.